# Fuga de Caxias
A Fuga de Caxias foi um episódio da história de Portugal — no contexto da oposição ao regime salazarista — ocorrido na Prisão de Caxias a 4 de dezembro de 1961, notável sobretudo pela utilização do carro oficial do ditador António de Oliveira Salazar como veículo de fuga.
Participaram na fuga José Magro, Francisco Miguel Duarte, António Gervásio, Domingos Abrantes, Guilherme da Costa Carvalho, Ilídio Esteves, e Rolando Verdial, e o condutor António Tereso.

## História
Em 1959 António Tereso, mecânico da Carris e militante do Partido Comunista Português, preso em Caxias, torna-se informante da PIDE, sendo depois transferido e admitido como trabalhador da prisão. Tereso era secretamente um agente duplo, que colaborava com os camaradas José Magro e Afonso Gregório, e tentava obter a confiança dos guardas e do director de Caxias por forma a poder investigar oportunidades de fuga.
A Fuga de Peniche em 1960 tinha levado ao aumento de medidas de segurança em Caxias, com reforço de guardas, maiores períodos de isolamento para os prisioneiros, menos tempo de recreio, suspensão de visitas em comum, e constantes mudanças de sala dos presos, para evitar planos de fuga ou outras actividades subversivas.

Tereso, tendo-se tornado mecânico do director da prisão, é encarregado de compôr um Chrysler Imperial de 1937, de sete lugares, que fora o carro oficial de Salazar, oferecido por Adolf Hitler depois do atentado ao ditador português. O automóvel teria carroçaria e janelas blindadas. Segundo Tereso:
Eu só pensava em pôr o carro a funcionar. Quando, enfim, me aproximei dele, vi um autêntico blindado. O vidro tinha entre 25 e 30 milímetros de espessura. A chapa, 5. Pesava 4 500 quilos e estava equipado com um motor de 8 cilindros em linha.
Reparado o automóvel, Tereso põe em curso fuga, que iria pôr sete dos quadros clandestinos do PCP em liberdade. 

### A fuga
Entre as 9h e as 9h30, ocorria o recreio dos presos da sala 2 do rés-do-chão; dez prisioneiros eram encaminhados para um fosso interior do reduto Norte da prisão, considerado o local ao ar livre que era o mais seguro do complexo, rodeado de muros altos e acessível por um túnel que fazia ligação com o fosso exterior. Tereso, que recebera carta branca para conduzir o Chrysler, leva o automóvel em marcha atrás até ao fosso interior, por forma a poder recolher os prisioneiros e escapar a alta velocidade na direcção de fuga.
No fosso, os dez prisioneiros encenavam um jogo de futebol. Quando o carro chega ao fosso, os prisioneiros, fingindo protestar a sua presença, rodeiam-no, e os sete seleccionados entram para o automóvel quando um dos presos, José Gervásio, grita "Golo!". Isto acontece sob a vigilância de trếs guardas da Guarda Nacional Republicana. Mal os prisioneiros estão dentro do carro, este parte a grande velocidade pelo túnel, sob disparos de guardas - no entanto a blindagem protege os fugitivos. A fuga demora 64 segundos, até o carro blindado abalroar o portão da cadeia e perder o guarda-lamas.
Seguem em direcção a Lisboa, onde são deixados em vários pontos: os primeiros no Alvito, um na rua Maria Pia e os últimos dois no Arco de Carvalħão.
O automóvel é encontrado oito horas depois da fuga, abandonado na zona de Campolide. Hoje encontra-se no Museu do Caramulo.

### Consequências
Esta fuga, pelo facto de ocorrer tão próxima da Fuga de Peniche, durante o dia e por utilizar o automóvel blindado de Salazar, terá contribuído para o aceleramento da crise do regime. Com as duas fugas, o partido comunista recuperou metade dos funcionários que tinha encarcerados.

## Ligações Externas
- Página do Museu do Caramulo sobre o Chrysler Imperial: https://museudocaramulo.pt/colecoes/chrysler-imperial/